# Val Colvera
La Val Colvera è una valle delle Prealpi Carniche, in Friuli-Venezia Giulia, dominata dall’imponente vetta del Monte Raut, percorsa dall’omonimo torrente, che lungo il suo corso ha modellato le rocce in caratteristiche cavità come il Landri scur e il Landri viert e ha dato origine a una suggestiva forra denominata Bus del Colvera. Il comune è diviso in tante piccole borgate poste in prossimità dei corsi d’acqua o sui versanti a solatìo delle alture che caratterizzano la valle. La valle scavata dal Colvera si apre verso la pianura di Maniago con una caratteristica e suggestiva forra dalle pareti calcaree in alcuni tratti verticali.